# Michel René François du Mans
Michel René François du Mans est un homme politique français né le 21 septembre 1740 à Laval (Mayenne). Il est affilié à la famille du Mans du Chalais.

## Biographie
Il rejoint en 1774 la Société du Jardin Berset. Seigneur de Saint-Jean-sur-Erve, il prend part en 1789 aux assemblées de la noblesse du Maine tant en son nom que comme représentant de son frère, Léon-Jacques du Mans de Chalais, seigneur du Plessis et de Saumont, lieutenant des maréchaux de France. Il est élu député suppléant de la noblesse de cette province aux Etats généraux de 1789 et est admis à siéger en 1790 en remplacement du comte René-Mans de Froulay de Tessé, premier-écuyer de la reine Marie-Antoinette, démissionnaire. 
Il a fait édifier le château du Fouilloux.
Son fils Michel du Mans de Bourglevesque  est maire de Saint-Germain-le-Fouilloux et député de la Mayenne de 1829 à 1830.
Son frère, Léon Jean Jacques du Mans du Chalais, est né le 26 juin 1748 à Laval, et meurt guillotiné le 10 décembre 1793 à Doué-la-Fontaine. Il était sous-lieutenant au régiment de cavalerie du Comte d'Artois en 1773.